# Deutsche Zeitschrift für Philosophie
Die Deutsche Zeitschrift für Philosophie ist eine internationale Zeitschrift für philosophische Forschung, die alle zwei Monate bei De Gruyter erscheint.
Sie soll Diskussionen zwischen verschiedenen philosophischen Schulen und der Verfolgung neuer Konzepte dienen. Veröffentlichungssprache ist Deutsch (mit englischer Zusammenfassung).
Sie wurde 1953 von u. a. Ernst Bloch, Wolfgang Harich gegründet und erschien zu DDR-Zeiten im Akademie-Verlag in Ost-Berlin. Der erster Chefredakteur war Karl Schröter. Zu den Autoren zählen neben Harich, Bloch, Schröter, u. a. Erhard Albrecht, Wolfgang Eichhorn, Herbert Hörz, Georg Klaus, Alfred Kosing, Günter Kröber, Georg Lukács, Hermann Ley, Hans-Peter Krüger, Georg Mende, Hans-Christoph Rauh, Martin Robbe, Peter Ruben, Hermann Scheler, Gottfried Stiehler, Hugo Velarde, Camilla Warnke, Dieter Wittich u. v. a.